# Schagan (Fluss)
Der Schagan (kasachisch Шаған, russisch Шаган) ist ein linker Nebenfluss des Irtysch in Kasachstan.
Der Schagan entspringt am Rande der Kasachischen Schwelle. Er fließt in überwiegend nördlicher Richtung und mündet 50 km westlich von Semei in den Irtysch.
Der Schagan hat eine Länge von 295 km. Sein Einzugsgebiet umfasst 25.400 km². Der mittlere Abfluss beträgt 1,02 m³/s. Der Fluss wird hauptsächlich von der Schneeschmelze gespeist. In den Monaten Mai und Juni führt der Schagan im Oberlauf üblicherweise Hochwasser. In Mündungsnähe fällt der Schagan dagegen häufig trocken. Zwischen November und Mitte April ist der Fluss eisbedeckt.
Wichtigster Nebenfluss des Schagan ist der Aschtschissu von rechts.